# 志达图
志达图（1903年5月17日—1967年），达斡尔族，汉名孟星三，黑龙江省讷河县阿尔哈浅屯莫日登哈勒人。中国政治人物。

## 生平
志达图毕业于南京中国国民党中央政治学校。1932年，他任满洲国兴安东省公署科长、民生厅厅长等职。 1943年，他任布特哈旗旗长。日本投降后，1945年11月，他任兴安东省公署主任。1946年5月，他任纳文慕仁盟参议长，后任内蒙古自治运动联合会纳文慕仁盟分会主任，为筹备内蒙古自治区的成立做出了贡献。1947年，他任纳文慕仁盟代表团团长，率该代表团出席了在王爷庙（今乌兰浩特）召开的内蒙古自治区成立大会（即“五一”大会）。 此后，他任内蒙古政府参议室参事。文化大革命期间，志达图于1967年去世。